# Raúl Alonso Benito
Raúl Alonso Benito (Siete Iglesias de Trabancos, Valladolid, 8 de octubre de 1974) es un torero español.

## Biografía
Aprendió el oficio de torero entre capeas y tentaderos. Debutó con picadores en Valdestillas (Valladolid) el 17 de mayo de 1998, con astados de la ganadería Agustínez. El 15 de octubre de 2005 se presentó en la plaza de toros de Las Ventas (Madrid), con reses de la ganadería de Martín Peñato, y compartiendo cartel con Juan José Domínguez y Vicente Prades. 
Tomó la alternativa el 13 de septiembre de 2007 en Valladolid, de la mano de El Juli como padrino y con Alejandro Talavante como testigo, ante el astado Asturiano de Núñez del Cuvillo.
En 2016 se hizo responsable de la escuela taurina de Rioseco, relevando a Luguillano.